# 歐馬爾·馬納夫
歐馬爾·馬納夫（馬來語：Omar Manaf），是一位馬來西亞已退役男子羽球運動員。

## 簡歷
1967年，歐馬爾·馬納夫代表馬來西亞參加湯姆斯盃男子國際羽球團體賽，獲得冠軍。
1971年3月，歐馬爾·馬納夫在柔佛州麻坡羽球公開賽男子單打決賽中，以15-4、17-15擊敗Roland Ng，第一次贏得冠軍。